# Phytoliriomyza dorsata
Phytoliriomyza dorsata este o specie de muște din genul Phytoliriomyza, familia Agromyzidae. A fost descrisă pentru prima dată de Siebke în anul 1864. Conform Catalogue of Life specia Phytoliriomyza dorsata nu are subspecii cunoscute.